# روبینتینیدول
روبینتینیدول (به انگلیسی: Robinetinidol) با فرمول شیمیایی C۱۵H۱۴O۶ یک ترکیب شیمیایی با شناسه پاب‌کم ۱۲۳۱۴۹۸۳ است. که جرم مولی آن ۲۹۰٫۲۶ g/mol می‌باشد. 